# Lorenzo Respighi
Pour les articles homonymes, voir Respighi.
Lorenzo Respighi, né le 7 octobre 1824 à Cortemaggiore et mort le 10 décembre 1889 à Rome, est un astronome et mathématicien italien.

## Biographie
Lorenzo Respighi a étudié les mathématiques et la philosophie naturelle, d'abord à Parme, puis à l'Université de Bologne, où il a obtenu son doctorat honoris causa de Mathématiques en 1845. Il fut nommé professeur de mécanique analytique, puis en optique et en astronomie.
De 1855 à 1864, il a été directeur de l'observatoire astronomique San Vittore de Bologne. Pendant ces années, il a découvert trois comètes, C/1862 W1 Respighi, C/1863 G2 Respighi et C/1863 Y1 Respighi. Il a également contribué à la compréhension de la scintillation sur le spectre des étoiles et étudié l'aberration des mouvements propres de certaines étoiles fixes. Il a aussi établi un catalogue des déclinaisons de 2534 étoiles. Il convient de noter également les différentes études en mathématiques pures, notamment sur les principes du calcul différentiel.
En 1865, Lorenzo Respighi a été nommé directeur de l'observatoire astronomique de Rome.
En 1976, l'Union astronomique internationale a donné le nom de Respighi à un cratère lunaire.